# ۷ ربیع‌الثانی
۷ ربیع‌الثانی، هفتمین روز از ماه ربیع‌الثانی در تقویم هجری قمری است.
در تقویم هجری قمری قراردادی این روز نود و ششمین روز سال است.

## درگذشتگان
- ۵۹۶ق - قاضی فاضل شاعر، کاتب و قاضی فلسطینی